# 氧化铍
氧化鈹(英語：Beryllium oxide，簡稱BeO)是一種結晶狀的氧化物，它可以直接從燃燒鈹化合物或鈹獲得。它跟氧化鋁一樣都是很好的抗火材料，經過燒結的氧化鈹非常的堅硬，有陶瓷的特性。氧化铍非常穩定，但如果跟氟化氫銨或硫酸一起加熱就輕易被分解。

## 化學反應
不同於其他鹼土金屬的氧化物，氧化鈹是兩性的，它既可以與酸反應，又可以與鹼反應。
- 與酸：

{\displaystyle {\rm {\ BeO+2H^{+}\to Be^{2+}+H_{2}O}}}
- 與鹼：

{\displaystyle {\rm {\ BeO+2OH^{-}+H_{2}O\to [Be(OH)_{4}]^{2-}}}}

## 危險
氧化鈹除了會致癌之外，如果不小心吸入了氧化鈹就有可能會慢性鈹中毒。

## 應用
高品質的晶體可以通過水熱法或 Verneuil 法製備。氧化鈹大多以白色無定形粉末形式生產，經過燒結形成所需形狀。雜質（如碳）會使原本無色的晶體呈現多種顏色。
燒結氧化鈹是一種非常穩定的陶瓷材料。它被用於火箭發動機，以及為鋁鍍膜望遠鏡鏡面提供透明保護層。金屬鍍層的 BeO 板則用於飛機驅動裝置的控制系統。
由於具有良好的導熱性和電絕緣性，氧化鈹廣泛應用於高性能半導體器件，如無線電設備。它還用於某些導熱界面材料（如導熱膏），以及電子器件（如 CPU、雷射器和功率放大器）的散熱片和熱擴散層。
某些功率半導體器件使用氧化鈹陶瓷作為矽晶片與金屬底座之間的中介層，以降低熱阻。此外，氧化鈹還被用作高性能微波器件、真空管、磁控管和氣體雷射器的結構陶瓷材料。它也被提議用作海軍高溫氣冷反應爐（MGCR）及 NASA 太空用 Kilopower 反應爐的中子慢化劑。